# Brincones
Brincones ist eine nordspanische Gemeinde (municipio) mit 59 Einwohnern (Stand: 2024) in der Provinz Salamanca in der Autonomen Gemeinschaft Kastilien-León.

## Lage
Brincones liegt im Nordwesten der Provinz Salamanca in einer Höhe von ca. 765 Metern ü. d. M. Die Provinzhauptstadt Salamanca ist etwa 50 Kilometer (Fahrtstrecke) in ostsüdöstlicher Richtung entfernt.

## Bevölkerungsentwicklung
| Jahr      | 1950 | 1960 | 1970 | 1981 | 1991 | 2000 | 2011 | 2021 |
| Einwohner | 376  | 424  | 286  | 188  | 147  | 105  | 72   | 53   |

## Sehenswürdigkeiten
- Jakobuskirche (Iglesia de Santiago Apóstol)

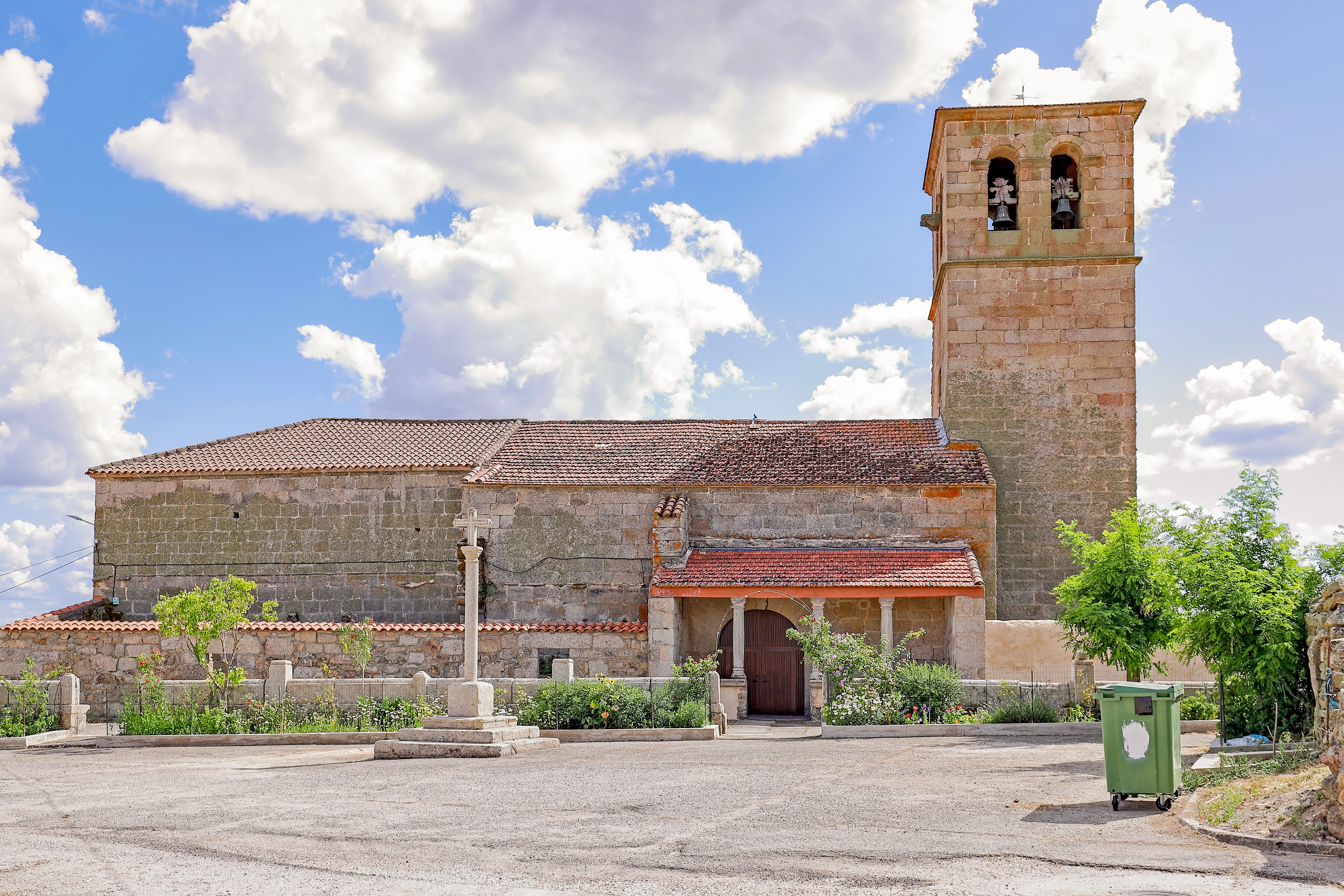
Jakobuskirche
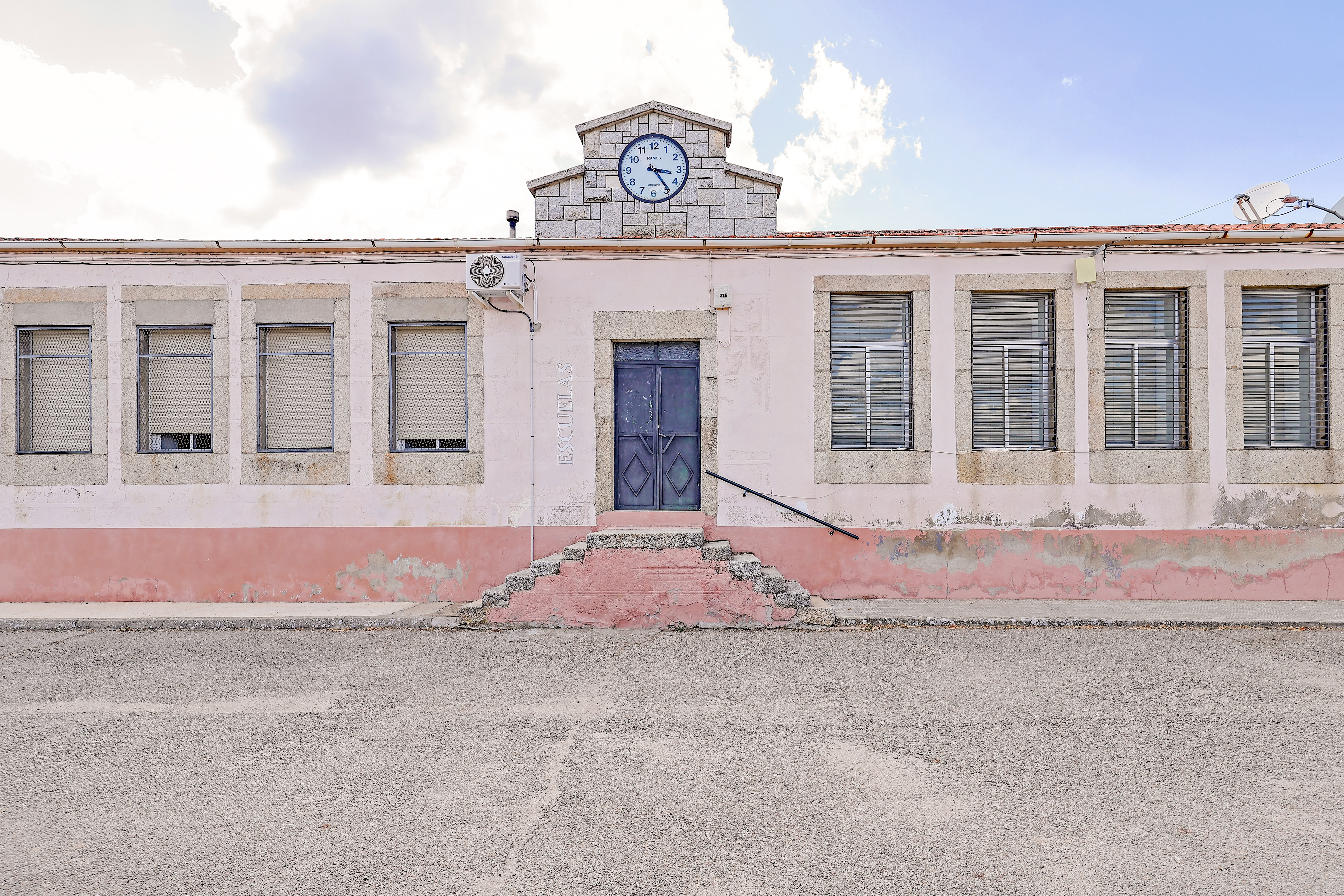
Alte Schule
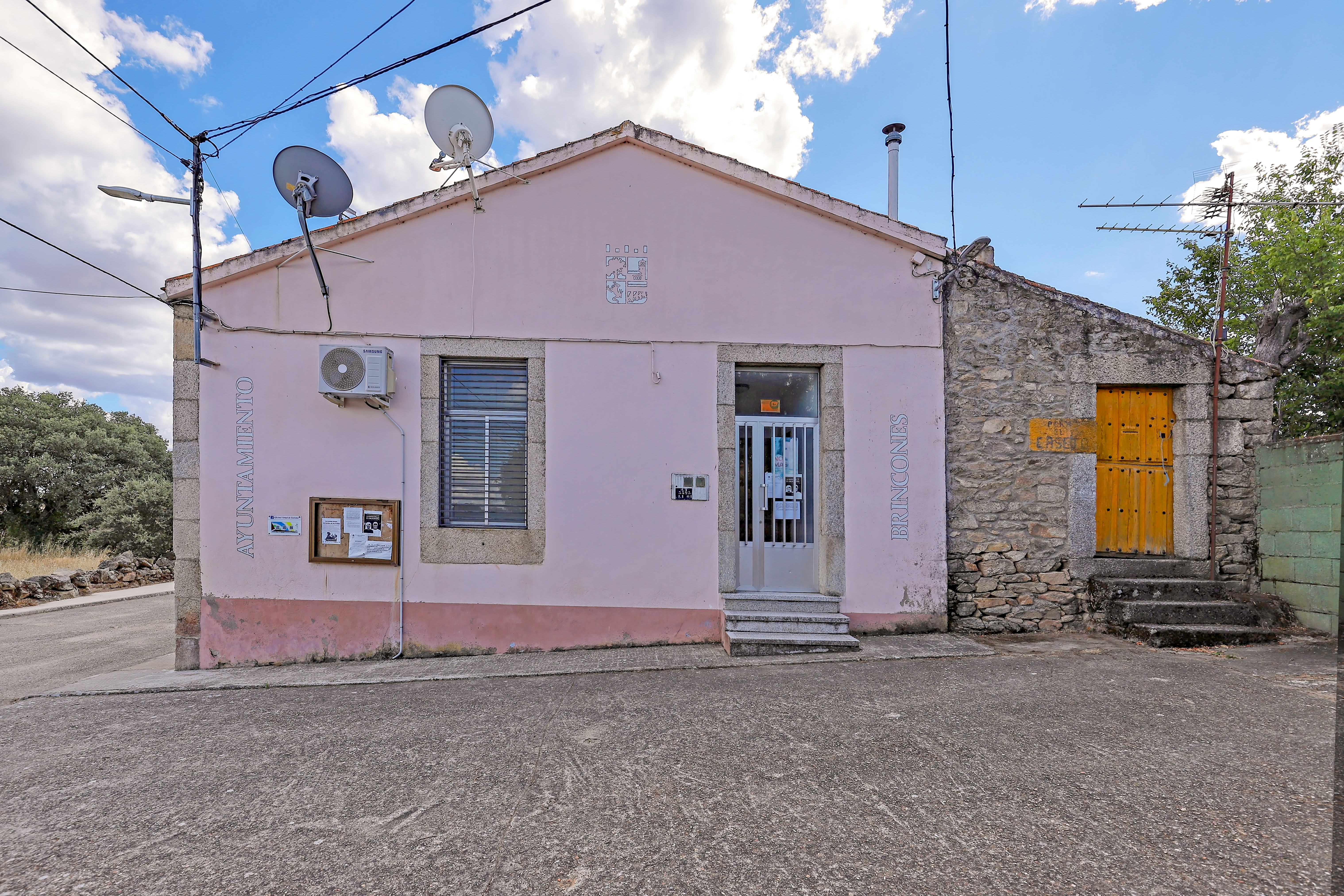
Rathaus